# Tamara Arciuch
Tamara Arciuch (sinh ngày 24 tháng 3 năm 1975 tại Skierniewice) là một diễn viên người Ba Lan.
Cô tham gia thi nhảy trong chương trình truyền hình Dancing with the Stars phiên bản Ba Lan.
Tamara Arciuch đã kết hôn với Bernard Szyc và cùng nhau có một con trai tên là Krzysztof. Cô cũng có một con trai khác tên là Michał (sinh năm 2009) với bạn diễn Bartłomiej Kasprzykowski.

## Thành tích nghệ thuật
- 2011: Och, Karol - Agata
- 2010: Lincz - Mecenas Łubieńska
- 2010: M jak Miłość - Anna Gruszyńska
- 2010: Ojciec Mateusz
- 2010: Operacja Reszka - Jasnowłosa
- 2009: Złoty środek - Wiktoria
- 2008: Mniejsze zło - Lekarka
- 2008: Trzeci oficer - Stella
- 2008: Nie kłam, kochanie
- 2007: Halo Hans!
- 2006: Oficerowie - Stella
- 2005: Niania (phiên bản Ba Lan của phim The Nanny) - Karolina Łapińska
- 2005-2007: Egzamin z życia - Prostytutka
- 2004-2008: Pierwsza miłość - Iwonka
- 2004: Długi weekend - Mẹ của Felusi
- 2004-2008: Kryminalni
- 2004-2005: Oficer - Stella Lewandowska
- 2004: Camera Café - Người vợ
- 2004: The Wedding - Kasia
- 2002-2003: Psie serce - Renata
- 2002-2003: Kasia and Tomek - Dentystyk
- 2000-2001: Adam and Ewa - Monika Rozdrażewska
- 2000: Anna Karenina - Księżniczka Sorokina
- 2000: Sukces - Anetka Grudzińska
- 2000: Piotrek zgubił dziadka oko, a Jasiek chce dożyć spokojnej starości - Danka Dryblas
- 1999-2005: Lokatorzy - Anna Moc-Cieszkowska
- 1999: Tygrysy Europy - Ania
- 1999: Na dobre i na złe - Viola
- 1997: Młode wilki 1/2 - Agata, bạn của Anna